# Polyptyque Griffoni

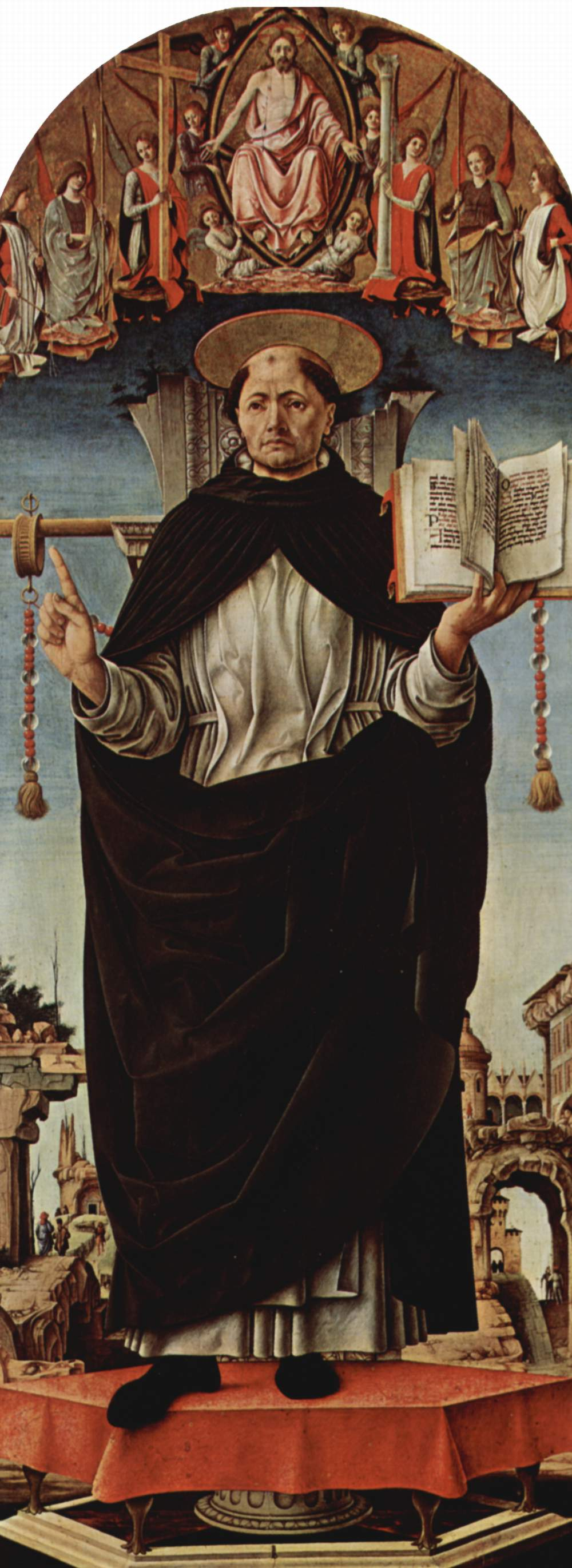
Francesco del Cossa, Saint Vincent Ferrier panneau central.

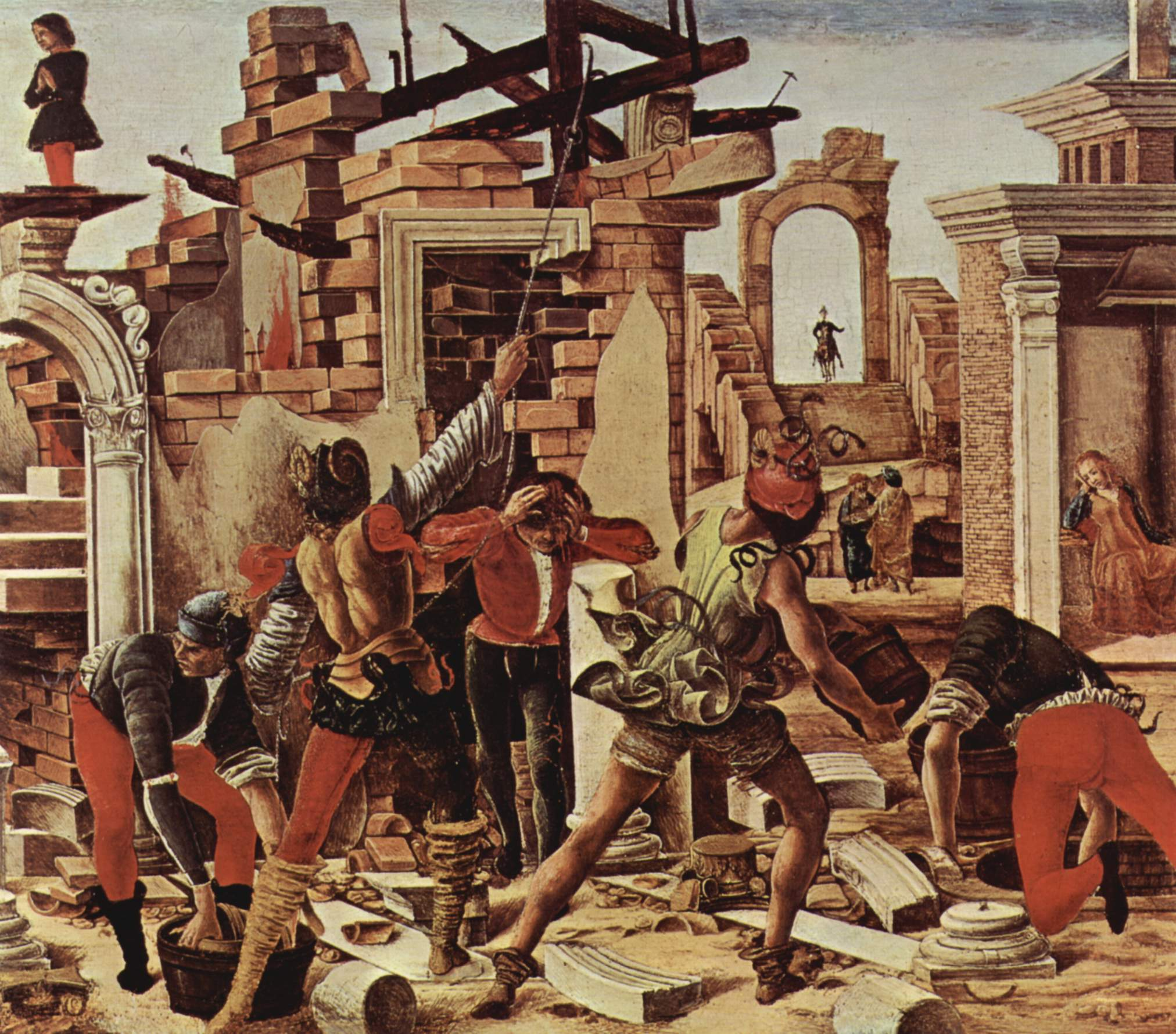
Ercole de' Roberti, Saint Vincent Ferrier éteint un incendie et sauve un enfant (détail de prédelle)

Le Polyptyque Griffoni (en italien : Polittico Griffoni)  est  une peinture à l'huile (en  tempera et or pour un panneau) sur bois de Francesco del Cossa et d'Ercole de' Roberti, datable de 1472-1473, aujourd'hui dispersée dans divers musées.

## Histoire
Francesco del Cossa se trouve à Bologne quand il reçoit de la famille Griffoni, avec laquelle il était déjà en contact au cours des années 1460, la commande d'un retable pour la chapelle familiale de la  basilique San Petronio. 
La commande est passée par Floriano Griffoni et l'œuvre est réalisée avec la collaboration d'Ercole de' Roberti. 
Le sujet de l'œuvre a été probablement choisi en accord avec l'ordre des Dominicains, car  Vincent Ferrier était canonisé depuis peu  (1455) et l'ordre était engagé dans la diffusion du culte.
L'œuvre est restée dans la chapelle jusqu'en 1725-1730 quand, passée à la famille Aldrovandi puis des Cospi, elle a été démembrée par ordre du cardinal Pompeio Aldrovandi et mise sur le marché antiquaire en lots distincts : les panneaux furent ainsi dispersés, tandis que le cadre, œuvre d'Agostino de' Marchi a été détruit. 
Le polyptyque a été virtuellement reconstitué par Roberto Longhi en 1935, sous l'appellation Officina ferrarese.

## Description
- Del Cossa a réalisé tous les compartiments principaux : Les peintures inférieures étant d'un style moderne avec en arrière-plan  des formes architecturales, tandis que les supérieurs plus archaïques, avec le fond d'or.
- De' Roberti réalisa la prédelle et les saints dans les petites colonnes.

### Liste des compartiments connus
Francesco del Cossa
- Saint Vincent Ferrier, huile, 153 × 60 cm, National Gallery, Londres
- Saint Pierre, tempera et or, 112 × 55 cm, Pinacoteca di Brera, Milan
- Saint Jean Baptiste, huile, 112 × 55 cm, Pinacoteca di Brera, Milan
- Saint Florian, huile, 79 × 55 cm, National Gallery of Art, Washington D.C.
- Sainte Lucie, huile, 79 × 56 cm, National Gallery of Art, Washington D.C.
- Crucifixion, huile, tondo, diamètre 63 cm, National Gallery of Art, Washington D.C.
- Une Annonciation d'encadrement : 
  - Ange annonciateur, huile, tondo, diamètre 25 cm, Museo di Villa Cagnola, Gazzada Schianno.
  - Vierge annoncée, huile, tondo, diamètre 25 cm, Museo di Villa Cagnola, Gazzada.

Ercole de' Roberti
La prédelle comporte un seul panneau :
- Prédelle avec Scènes de Vie de Vincent Ferrier, 27,50 × 217 cm, Pinacothèque vaticane, Rome

Les colonnes latérales étaient composées de huit figures de saints, dans des niches peintes, dont sept sont connues :
- Saint Michel Archange, 26 × 11 cm, Musée du Louvre, Paris
- Sainte Apolline, 26 × 11 cm, Musée du  Louvre, Paris,
- Saint Antoine Abbé, 26 × 11 cm, Musée Boijmans Van Beuningen, Rotterdam
- Saint Petronius, 26 × 13 cm, Pinacothèque nationale, Ferrare
- Sainte Catherine d'Alexandrie, 26,3 × 9,3 cm, Fondation Giorgio Cini, Venise
- Saint Jérôme, 26,3 × 9,3 cm, Fondation Giorgio Cini, Venise,
- Saint Georges, 26,3 × 9,3 cm, Fondation Giorgio Cini, Venise

## Style
Dans les peintures de Del Cossa on note l'influence de Piero della Francesca: monumentalité et luminosité des personnages ; grande variété de sujets, poses et arrière-plans. 
La perspective et l'illumination donnent du relief même aux figures de petite taille comme les anges minuscules sur saint Vincent Ferrer et les châteaux qui semblent « éclore » sur les rochers en arrière-plan.

## Analyse

### Prédelle
Selon Daniel Arasse, ce panneau constitue la solution la plus brillante qu'Ercole de' Roberti pense trouver au problème de la prédelle narrative. De son côté, Vasari estime que l'ion ne peut trouver mieux, en particulier pour les mouvements « naturels  » des personnages. L'invention n'aura cependant pas de suite car elle contredit la fonction de la prédelle et l'équilibre interne du retable, tout en travaillant à partir d'un matériel figuratif traditionnel. Cette prédelle n'en constitue pas moins une démonstration de l'aisance avec laquelle le « primitif  » ferrarrais joue du vocabulaire moderne en architecture, des rocailles invraisemblables et des liaisons dynamiques entre les lieux figuratifs.

## Reconstitution
|  |  |  |  |  |
|  |  |  |  |  |
|  |  |  |  |  |
|  |  |  |  |  |
|  |  |  |  |  |
|  |  |  |  |  |
|  |  |  |  |  |
|  |  |  |  |  |

## Sources
- (it) Cet article est partiellement ou en totalité issu de l’article de Wikipédia en italien intitulé « Polittico Griffoni » (voir la liste des auteurs).